# Puchar Świata w biathlonie 1988/1989
Puchar Świata w biathlonie 1988/1989 to 12. sezon w historii tej dyscypliny sportu. Pierwsze zawody odbyły się 15 grudnia 1988 r. we francuskim Les Saisies, sezon zakończył się zaś 19 marca 1989 w norweskim Steinkjer. Najważniejszą imprezą sezonu były mistrzostwa świata w Feistritz.
Klasyfikację generalną pań wygrała Jelena Gołowina z ZSRR, która wyprzedziła swoje rodaczki: Natalję Prikazczikową i Swietłanę Dawydową. Gołowina wygrała też klasyfikacje sprintu i biegu indywidualnego. W Pucharze Narodów triumfowały jednak Norweżki.
Wśród panów triumf odniósł Norweg Eirik Kvalfoss. Drugi w klasyfikacji był Aleksandr Popow, a trzecie miejsce zajął Siergiej Czepikow (obaj z ZSRR). Klasyfikację sprintu także wygrał Kvalfoss, a w klasyfikacji biegu indywidualnego najlepszy był Popow. W Pucharze Narodów i klasyfikacji sztafet triumfowali reprezentanci NRD.

## Kalendarz
- Les Saisies – 15 - 18 grudnia 1988
- Borowec – 19 - 22 stycznia 1989
- Ruhpolding – 26 - 29 stycznia 1989
- Feistritz – 7 lutego - 12 lutego 1989 (MŚ)
- Hämeenlinna – 2 - 5 marca 1989
- Östersund – 9 - 12 marca 1989
- Steinkjer – 16 - 19 marca 1989

## Mężczyźni

### Wyniki
| 1. Les Saisies, 15.12.1988 – 18.12.1988 | 1. Les Saisies, 15.12.1988 – 18.12.1988 | 1. Les Saisies, 15.12.1988 – 18.12.1988                             | 1. Les Saisies, 15.12.1988 – 18.12.1988                             | 1. Les Saisies, 15.12.1988 – 18.12.1988                                     |
| Data                                    | Konkurencja                             | miejsce                                                             | miejsce                                                             | miejsce                                                                     |
| --------------------------------------- | --------------------------------------- | ------------------------------------------------------------------- | ------------------------------------------------------------------- | --------------------------------------------------------------------------- |
| 15 grudnia 1988                         | Bieg indywidualny (20 km)               | Birk Anders                                                         | Aleksandr Popow                                                     | Frank-Peter Roetsch                                                         |
| 17 grudnia 1988                         | Sprint (10 km)                          | Frank Luck                                                          | Eirik Kvalfoss                                                      | Birk Anders                                                                 |
| 18 grudnia 1988                         | Drużynowo (20 km)                       | NRD Birk Anders · André Sehmisch · Frank-Peter Roetsch · Frank Luck | Czechosłowacja Tomáš Kos · Martin Rypl · Jaroslav Pinc · Jan Matouš | Francja Christian Dumont · Thierry Gerbier · Francis Mougel · Hervé Flandin |

| 2. Borowec, 19.1.1989 – 22.1.1989 | 2. Borowec, 19.1.1989 – 22.1.1989 | 2. Borowec, 19.1.1989 – 22.1.1989                                       | 2. Borowec, 19.1.1989 – 22.1.1989                                   | 2. Borowec, 19.1.1989 – 22.1.1989                                  |
| Data                              | Konkurencja                       | miejsce                                                                 | miejsce                                                             | miejsce                                                            |
| --------------------------------- | --------------------------------- | ----------------------------------------------------------------------- | ------------------------------------------------------------------- | ------------------------------------------------------------------ |
| 19 stycznia 1989                  | Bieg indywidualny (20 km)         | Jan Matouš                                                              | Thierry Gerbier                                                     | Eirik Kvalfoss                                                     |
| 21 stycznia 1989                  | Sprint (10 km)                    | Birk Anders                                                             | Ernst Reiter                                                        | Frank-Peter Roetsch                                                |
| 22 stycznia 1989                  | Sztafeta (4 × 7,5 km)             | RFN Ernst Reiter · Alois Reiter · Herbert Fritzenwenger · Fritz Fischer | NRD Frank Luck · André Sehmisch · Birk Anders · Frank-Peter Roetsch | Czechosłowacja Tomáš Kos · Martin Rypl · Jan Matouš · Jiří Holubec |

| 3. Ruhpolding, 26.1.1989 – 29.1.1989 | 3. Ruhpolding, 26.1.1989 – 29.1.1989 | 3. Ruhpolding, 26.1.1989 – 29.1.1989                                | 3. Ruhpolding, 26.1.1989 – 29.1.1989                                              | 3. Ruhpolding, 26.1.1989 – 29.1.1989                                  |
| Data                                 | Konkurencja                          | miejsce                                                             | miejsce                                                                           | miejsce                                                               |
| ------------------------------------ | ------------------------------------ | ------------------------------------------------------------------- | --------------------------------------------------------------------------------- | --------------------------------------------------------------------- |
| 26 stycznia 1989                     | Bieg indywidualny (20 km)            | Siergiej Bułygin                                                    | Aleksandr Popow                                                                   | Frank-Peter Roetsch                                                   |
| 28 stycznia 1989                     | Sprint (10 km)                       | Frank-Peter Roetsch                                                 | Eirik Kvalfoss                                                                    | Aleksandr Popow                                                       |
| 29 stycznia 1989                     | Sztafeta (4 × 7,5 km)                | NRD Frank Luck · André Sehmisch · Frank-Peter Roetsch · Birk Anders | ZSRR Dmitrij Wasiljew · Siergiej Czepikow · Aleksandr Popow · Walerij Miedwiedcew | RFN Ernst Reiter · Franz Wudy · Herbert Fritzenwenger · Fritz Fischer |

| Mistrzostwa świata Feistritz, 7.2.1989 – 12.2.1989 | Mistrzostwa świata Feistritz, 7.2.1989 – 12.2.1989 | Mistrzostwa świata Feistritz, 7.2.1989 – 12.2.1989                            | Mistrzostwa świata Feistritz, 7.2.1989 – 12.2.1989                            | Mistrzostwa świata Feistritz, 7.2.1989 – 12.2.1989                     |
| Data                                               | Konkurencja                                        | miejsce                                                                       | miejsce                                                                       | miejsce                                                                |
| -------------------------------------------------- | -------------------------------------------------- | ----------------------------------------------------------------------------- | ----------------------------------------------------------------------------- | ---------------------------------------------------------------------- |
| 7 lutego 1989                                      | Bieg indywidualny (20 km)                          | Eirik Kvalfoss                                                                | Gisle Fenne                                                                   | Fritz Fischer                                                          |
| 9 lutego 1989                                      | Drużynowo (20 km)                                  | ZSRR Jurij Kaszkarow · Siergiej Czepikow · Aleksandr Popow · Siergiej Bułygin | RFN Herbert Fritzenwenger · Franz Wudy · Georg Fischer · Fritz Fischer        | NRD Raik Dittrich · Andreas Heymann · Steffen Hoos · André Sehmisch    |
| 11 lutego 1989                                     | Sprint (10 km)                                     | Frank Luck                                                                    | Eirik Kvalfoss                                                                | Jurij Kaszkarow                                                        |
| 12 lutego 1989                                     | Sztafeta (4 × 7,5 km)                              | NRD Frank Luck · André Sehmisch · Frank-Peter Roetsch · Birk Anders           | ZSRR Jurij Kaszkarow · Siergiej Czepikow · Aleksandr Popow · Siergiej Bułygin | Norwegia Geir Einang · Sylfest Glimsdal · Gisle Fenne · Eirik Kvalfoss |

| 5. Hämeenlinna, 2.3.1989 – 5.3.1989 | 5. Hämeenlinna, 2.3.1989 – 5.3.1989 | 5. Hämeenlinna, 2.3.1989 – 5.3.1989                                                 | 5. Hämeenlinna, 2.3.1989 – 5.3.1989                                    | 5. Hämeenlinna, 2.3.1989 – 5.3.1989                                        |
| Data                                | Konkurencja                         | miejsce                                                                             | miejsce                                                                | miejsce                                                                    |
| ----------------------------------- | ----------------------------------- | ----------------------------------------------------------------------------------- | ---------------------------------------------------------------------- | -------------------------------------------------------------------------- |
| 2 marca 1989                        | Bieg indywidualny (20 km)           | Aleksandr Popow                                                                     | Eirik Kvalfoss                                                         | Siergiej Czepikow                                                          |
| 4 marca 1989                        | Sprint (10 km)                      | Eirik Kvalfoss                                                                      | Jurij Kaszkarow                                                        | Walerij Miedwiedcew                                                        |
| 5 marca 1989                        | Drużynowo (20 km)                   | ZSRR Jurij Kaszkarow · Walerij Miedwiedcew · Siergiej Czepikow · Anatolij Żdanowicz | Szwecja Kalle Grenemark · Roger Westling · Lars Wiklund · Peter Sjödén | Francja Francis Mougel · Lionel Laurent · Thierry Dusserre · Hervé Flandin |

| 6. Östersund, 9.3.1989 – 12.3.1989 | 6. Östersund, 9.3.1989 – 12.3.1989 | 6. Östersund, 9.3.1989 – 12.3.1989 | 6. Östersund, 9.3.1989 – 12.3.1989 | 6. Östersund, 9.3.1989 – 12.3.1989 |
| Data                               | Konkurencja                        | miejsce                            | miejsce                            | miejsce                            |
| ---------------------------------- | ---------------------------------- | ---------------------------------- | ---------------------------------- | ---------------------------------- |
| 9 marca 1989                       | Bieg indywidualny (20 km)          | Siergiej Czepikow                  | Walerij Miedwiedcew                | Aleksandr Popow                    |
| 11 marca 1989                      | Sprint (10 km)                     | Johann Passler                     | Lars Wiklund                       | André Sehmisch                     |
| 12 marca 1989                      | Sztafeta (4 × 7,5 km)              | ZSRR                               | Norwegia                           | NRD                                |

| 7. Steinkjer, 16.3.1989 – 19.3.1989 | 7. Steinkjer, 16.3.1989 – 19.3.1989 | 7. Steinkjer, 16.3.1989 – 19.3.1989                                | 7. Steinkjer, 16.3.1989 – 19.3.1989                                        | 7. Steinkjer, 16.3.1989 – 19.3.1989                                              |
| Data                                | Konkurencja                         | miejsce                                                            | miejsce                                                                    | miejsce                                                                          |
| ----------------------------------- | ----------------------------------- | ------------------------------------------------------------------ | -------------------------------------------------------------------------- | -------------------------------------------------------------------------------- |
| 16 marca 1989                       | Bieg indywidualny (20 km)           | Fritz Fischer                                                      | Aleksandr Popow                                                            | Ernst Reiter                                                                     |
| 18 marca 1989                       | Sprint (10 km)                      | Fritz Fischer                                                      | Siergiej Czepikow                                                          | Thierry Gerbier                                                                  |
| 19 marca 1989                       | Drużynowo (20 km)                   | Norwegia Frode Løberg · Geir Einang · Eirik Kvalfoss · Gisle Fenne | Włochy Werner Kiem · Andreas Zingerle · Johann Passler · Gottlieb Taschler | ZSRR Jurij Kaszkarow · Walerij Miedwiedcew · Aleksandr Popow · Siergiej Czepikow |

### Klasyfikacje
| Miejsce | Zawodnik            | Punkty |
| ------- | ------------------- | ------ |
| 1.      | Eirik Kvalfoss      | 195    |
| 2.      | Aleksandr Popow     | 184    |
| 3.      | Siergiej Czepikow   | 164    |
| 4.      | Birk Anders         | 157    |
| 5.      | Walerij Miedwiedcew | 149    |
| 6.      | Fritz Fischer       | 144    |
| 7.      | Frank-Peter Roetsch | 137    |
| 8.      | Andreas Zingerle    | 130    |
| 8.      | Frode Løberg        | 130    |
| 10.     | Alfred Eder         | 122    |

| Miejsce | Zawodnik        | Punkty |
| ------- | --------------- | ------ |
| 11.     | Frank Luck      | 121    |
| 12.     | Gisle Fenne     | 120    |
| 13.     | Ernst Reiter    | 113    |
| 14.     | Jurij Kaszkarow | 109    |
| 15.     | Johann Passler  | 108    |
| 16.     | André Sehmisch  | ?      |
| 17.     | Thierry Gerbier | ?      |
| 18.     | Andreas Heymann | ?      |
| 19.     | Geir Einang     | 80     |
| 20.     | Franz Schuler   | ?      |

| Miejsce | Zawodnik            | Punkty |
| ------- | ------------------- | ------ |
| 1.      | Aleksandr Popow     | 108    |
| 2.      | Siergiej Czepikow   | 96     |
| 3.      | Eirik Kvalfoss      | 92     |
| 4.      | Fritz Fischer       | 80     |
| 5.      | Birk Anders         | 78     |
| 6.      | Walerij Miedwiedcew | 69     |

| Miejsce | Zawodnik            | Punkty |
| ------- | ------------------- | ------ |
| 1.      | Eirik Kvalfoss      | 103    |
| 2.      | Walerij Miedwiedcew | 80     |
| 3.      | Birk Anders         | 79     |
| 4.      | Aleksandr Popow     | 76     |
| 5.      | André Sehmisch      | 75     |
| 6.      | Frank-Peter Roetsch | 73     |

| Miejsce | Reprezentacja | Punkty |
| ------- | ------------- | ------ |
| 1.      | NRD           | 5655   |
| 2.      | ZSRR          | 5543   |
| 3.      | RFN           | 5328   |
| 4.      | Włochy        | 5254   |
| 5.      | Austria       | 5063   |
| 6.      | Francja       | 4941   |

## Kobiety

### Wyniki
| 1. Les Saisies, 15.12.1988 – 18.12.1988 | 1. Les Saisies, 15.12.1988 – 18.12.1988 | 1. Les Saisies, 15.12.1988 – 18.12.1988                                       | 1. Les Saisies, 15.12.1988 – 18.12.1988                                         | 1. Les Saisies, 15.12.1988 – 18.12.1988 |
| Data                                    | Konkurencja                             | miejsce                                                                       | miejsce                                                                         | miejsce                                 |
| --------------------------------------- | --------------------------------------- | ----------------------------------------------------------------------------- | ------------------------------------------------------------------------------- | --------------------------------------- |
| 15 grudnia 1988                         | Bieg indywidualny (15 km)               | Marija Manołowa                                                               | Anne Elvebakk                                                                   | Petra Schaaf                            |
| 17 grudnia 1988                         | Sprint (7,5 km)                         | Nadeżda Aleksiewa                                                             | Natalja Prikazczikowa                                                           | Cwetana Krastewa                        |
| 18 grudnia 1988                         | Drużynowo (15 km)                       | ZSRR Natalja Prikazczikowa · Jelena Gołowina · Jelena Bacewicz · Anna Kuźmina | Bułgaria Iwa Szkodrewa · Cwetana Krastewa · Marija Manołowa · Nadeżda Aleksiewa |                                         |

| 2. Borowec, 19.1.1989 – 22.1.1989 | 2. Borowec, 19.1.1989 – 22.1.1989 | 2. Borowec, 19.1.1989 – 22.1.1989                | 2. Borowec, 19.1.1989 – 22.1.1989                            | 2. Borowec, 19.1.1989 – 22.1.1989                                 |
| Data                              | Konkurencja                       | miejsce                                          | miejsce                                                      | miejsce                                                           |
| --------------------------------- | --------------------------------- | ------------------------------------------------ | ------------------------------------------------------------ | ----------------------------------------------------------------- |
| 19 stycznia 1989                  | Bieg indywidualny (15 km)         | Natalja Iwanowa                                  | Jelena Gołowina                                              | Łuiza Czeriepanowa                                                |
| 21 stycznia 1989                  | Sprint (7,5 km)                   | Jelena Gołowina                                  | Cwetana Krastewa                                             | Elin Kristiansen                                                  |
| 22 stycznia 1989                  | Sztafeta (3 × 7,5 km)             | RFN Martina Stede · Dorina Pieper · Petra Schaaf | Norwegia Synnøve Thoresen · Elin Kristiansen · Anne Elvebakk | ZSRR Natalja Prikazczikowa · Tatjana Szaramczewska · Anna Kuźmina |

| 3. Ruhpolding, 26.1.1989 – 29.1.1989 | 3. Ruhpolding, 26.1.1989 – 29.1.1989 | 3. Ruhpolding, 26.1.1989 – 29.1.1989 | 3. Ruhpolding, 26.1.1989 – 29.1.1989 | 3. Ruhpolding, 26.1.1989 – 29.1.1989 |
| Data                                 | Konkurencja                          | miejsce                              | miejsce                              | miejsce                              |
| ------------------------------------ | ------------------------------------ | ------------------------------------ | ------------------------------------ | ------------------------------------ |
| 26 stycznia 1989                     | Bieg indywidualny (15 km)            | Martina Stede                        | Natalja Prikazczikowa                | Jelena Gołowina                      |
| 28 stycznia 1989                     | Sprint (7,5 km)                      | Swietłana Dawydowa                   | Jelena Gołowina                      | Marija Manołowa                      |
| 29 stycznia 1989                     | Sztafeta (3 × 7,5 km)                | ZSRR                                 | Finlandia                            | Bułgaria                             |

| Mistrzostwa świata Feistritz, 7.2.1989 – 12.2.1989 | Mistrzostwa świata Feistritz, 7.2.1989 – 12.2.1989 | Mistrzostwa świata Feistritz, 7.2.1989 – 12.2.1989                                     | Mistrzostwa świata Feistritz, 7.2.1989 – 12.2.1989                           | Mistrzostwa świata Feistritz, 7.2.1989 – 12.2.1989                 |
| Data                                               | Konkurencja                                        | miejsce                                                                                | miejsce                                                                      | miejsce                                                            |
| -------------------------------------------------- | -------------------------------------------------- | -------------------------------------------------------------------------------------- | ---------------------------------------------------------------------------- | ------------------------------------------------------------------ |
| 7 lutego 1989                                      | Bieg indywidualny (15 km)                          | Petra Schaaf                                                                           | Anne Elvebakk                                                                | Swietłana Dawydowa                                                 |
| 9 lutego 1989                                      | Drużynowo (15 km)                                  | ZSRR Natalja Prikazczikowa · Swietłana Dawydowa · Łuiza Czeriepanowa · Jelena Gołowina | Norwegia Synnøve Thoresen · Elin Kristiansen · Anne Elvebakk · Mona Bollerud | RFN Inga Kesper · Daniela Hörburger · Dorina Pieper · Petra Schaaf |
| 11 lutego 1989                                     | Sprint (7,5 km)                                    | Anne Elvebakk                                                                          | Cwetana Krastewa                                                             | Natalja Prikazczikowa                                              |
| 12 lutego 1989                                     | Sztafeta (3 × 7,5 km)                              | ZSRR Natalja Prikazczikowa · Swietłana Dawydowa · Jelena Gołowina                      | Bułgaria Cwetana Krastewa · Marija Manołowa · Nadeżda Aleksiewa              | Czechosłowacja Eva Háková · Renata Novotná · Jiřina Adamičková     |

| 5. Hämeenlinna, 2.3.1989 – 5.3.1989 | 5. Hämeenlinna, 2.3.1989 – 5.3.1989 | 5. Hämeenlinna, 2.3.1989 – 5.3.1989                                           | 5. Hämeenlinna, 2.3.1989 – 5.3.1989 | 5. Hämeenlinna, 2.3.1989 – 5.3.1989                                          |
| Data                                | Konkurencja                         | miejsce                                                                       | miejsce                             | miejsce                                                                      |
| ----------------------------------- | ----------------------------------- | ----------------------------------------------------------------------------- | ----------------------------------- | ---------------------------------------------------------------------------- |
| 2 marca 1989                        | Bieg indywidualny (15 km)           | Jelena Gołowina                                                               | Swietłana Dawydowa                  | Natalja Prikazczikowa                                                        |
| 4 marca 1989                        | Sprint (7,5 km)                     | Jelena Gołowina                                                               | Natalja Prikazczikowa               | Seija Hyytiäinen                                                             |
| 5 marca 1989                        | Drużynowo (15 km)                   | Finlandia I Tuija Vuoksiala · Pirjo Mattila · Päivi Kallio · Seija Hyytiäinen | Finlandia II                        | Norwegia Synnøve Thoresen · Mona Bollerud · Elin Kristiansen · Anne Elvebakk |

| 5. Östersund, 9.3.1989 – 12.3.1989 | 5. Östersund, 9.3.1989 – 12.3.1989 | 5. Östersund, 9.3.1989 – 12.3.1989 | 5. Östersund, 9.3.1989 – 12.3.1989 | 5. Östersund, 9.3.1989 – 12.3.1989 |
| Data                               | Konkurencja                        | miejsce                            | miejsce                            | miejsce                            |
| ---------------------------------- | ---------------------------------- | ---------------------------------- | ---------------------------------- | ---------------------------------- |
| 9 marca 1989                       | Bieg indywidualny (15 km)          | Iwa Szkodrewa                      | Cwetana Krastewa                   | Swietłana Dawydowa                 |
| 11 marca 1989                      | Sprint (7,5 km)                    | Natalja Prikazczikowa              | Anne Elvebakk                      | Cwetana Krastewa                   |
| 12 marca 1989                      | Sztafeta (3 × 7,5 km)              | ZSRR                               | Bułgaria                           | Norwegia                           |

| 6. Steinkjer, 16.3.1989 – 19.3.1989 | 6. Steinkjer, 16.3.1989 – 19.3.1989 | 6. Steinkjer, 16.3.1989 – 19.3.1989                                             | 6. Steinkjer, 16.3.1989 – 19.3.1989                                          | 6. Steinkjer, 16.3.1989 – 19.3.1989 |
| Data                                | Konkurencja                         | miejsce                                                                         | miejsce                                                                      | miejsce                             |
| ----------------------------------- | ----------------------------------- | ------------------------------------------------------------------------------- | ---------------------------------------------------------------------------- | ----------------------------------- |
| 16 marca 1989                       | Bieg indywidualny (15 km)           | Martina Stede                                                                   | Mona Bollerud                                                                | Elin Kristiansen                    |
| 18 marca 1989                       | Sprint (7,5 km)                     | Anne Elvebakk                                                                   | Swietłana Dawydowa                                                           | Synnøve Thoresen                    |
| 19 marca 1989                       | Drużynowo (15 km)                   | Bułgaria Nadeżda Aleksiewa · Cwetana Krastewa · Marija Manołowa · Iwa Szkodrewa | Norwegia Synnøve Thoresen · Elin Kristiansen · Anne Elvebakk · Mona Bollerud |                                     |

### Klasyfikacje
| Miejsce | Zawodniczka           | Punkty |
| ------- | --------------------- | ------ |
| 1.      | Jelena Gołowina       | 210    |
| 2.      | Natalja Prikazczikowa | 187    |
| 3.      | Swietłana Dawydowa    | 185    |
| 4.      | Cwetana Krastewa      | 176    |
| 5.      | Anne Elvebakk         | 165    |
| 6.      | Mona Bollerud         | 159    |
| 7.      | Elin Kristiansen      | 156    |
| 8.      | Nadeżda Aleksiewa     | 154    |
| 9.      | Marija Manołowa       | 150    |
| 10.     | Martina Stede         | 149    |

| Miejsce | Zawodniczka      | Punkty |
| ------- | ---------------- | ------ |
| 11.     | Synnøve Thoresen | 142    |
| 12.     | Iwa Szkodrewa    | 123    |
| 13.     | Petra Schaaf     | 119    |
| 14.     | Dorina Pieper    | 114    |
| 15.     | Tuija Vuoksiala  | 103    |
| 16.     | Inga Kesper      | 101    |
| 17.     | Pirjo Mattila    | 86     |
| 18.     | Irena Gałabowa   | 85     |
| 19.     | Synnøve Berntsen | 75     |
| 20.     | Natalja Iwanowa  | 74     |

| Miejsce | Zawodniczka        | Punkty |
| ------- | ------------------ | ------ |
| 1.      | Jelena Gołowina    | 102    |
| 2.      | Swietłana Dawydowa | 92     |
| 3.      | Mona Bollerud      | 88     |
| 4.      | Elin Kristiansen   | 86     |
| 5.      | Marija Manołowa    | 84     |
| 6.      | Martina Stede      | 83     |

| Miejsce | Zawodniczka           | Punkty |
| ------- | --------------------- | ------ |
| 1.      | Jelena Gołowina       | 108    |
| 2.      | Natalja Prikazczikowa | 104    |
| 3.      | Swietłana Dawydowa    | 93     |
| 4.      | Cwetana Krastewa      | 93     |
| 5.      | Anne Elvebakk         | 92     |
| 6.      | Nadeżda Aleksiewa     | 77     |

| Miejsce | Reprezentacja | Punkty |
| ------- | ------------- | ------ |
| 1.      | Norwegia      | 5105   |
| 2.      | Bułgaria      | 5081   |
| 3.      | ZSRR          | 4719   |
| 4.      | RFN           | 4188   |
| 5.      |               |        |
| 6.      |               |        |